# Duguetia
Duguetia este un gen de plante angiosperme din familia Annonaceae.

## Specii[1]
- Duguetia aberrans
- Duguetia amplexifolia
- Duguetia antioquensis
- Duguetia arenicola
- Duguetia argentea
- Duguetia aripuanae
- Duguetia asterotricha
- Duguetia bahiensis
- Duguetia barteri
- Duguetia cadaverica
- Duguetia calycina
- Duguetia caniflora
- Duguetia cauliflora
- Duguetia chrysea
- Duguetia chrysocarpa
- Duguetia colombiana
- Duguetia confinis
- Duguetia confusa
- Duguetia decurrens
- Duguetia dicholepidota
- Duguetia dilabens
- Duguetia dimorphopetala
- Duguetia duckei
- Duguetia echinophora
- Duguetia elliptica
- Duguetia eximia
- Duguetia flagellaris
- Duguetia furfuracea
- Duguetia gardneriana
- Duguetia gentryi
- Duguetia glabriuscula
- Duguetia granvilleana
- Duguetia guianensis
- Duguetia hadrantha
- Duguetia inconspicua
- Duguetia lanceolata
- Duguetia latifolia
- Duguetia lepidota
- Duguetia longicuspis
- Duguetia lucida
- Duguetia macrocalyx
- Duguetia macrophylla
- Duguetia magnolioidea
- Duguetia manausensis
- Duguetia marcgraviana
- Duguetia megalocarpa
- Duguetia megalophylla
- Duguetia microphylla
- Duguetia moricandiana
- Duguetia neglecta
- Duguetia nitida
- Duguetia oblanceolata
- Duguetia oblongifolia
- Duguetia odorata
- Duguetia oligocarpa
- Duguetia panamensis
- Duguetia paraensis
- Duguetia pauciflora
- Duguetia peruviana
- Duguetia phaeoclados
- Duguetia pohliana
- Duguetia pycnastera
- Duguetia quitarensis
- Duguetia restingae
- Duguetia reticulata
- Duguetia riberensis
- Duguetia riedeliana
- Duguetia rigida
- Duguetia rionegrensis
- Duguetia riparia
- Duguetia rotundifolia
- Duguetia ruboides
- Duguetia salicifolia
- Duguetia sancticaroli
- Duguetia schulzii
- Duguetia scottmorii
- Duguetia sessilis
- Duguetia sooretamae
- Duguetia spixiana
- Duguetia staudtii
- Duguetia stelechantha
- Duguetia stenantha
- Duguetia subcordata
- Duguetia surinamensis
- Duguetia tenuis
- Duguetia tobagensis
- Duguetia trunciflora
- Duguetia tuberculata
- Duguetia ulei
- Duguetia uniflora
- Duguetia vallicola
- Duguetia vaupesana
- Duguetia venezuelana
- Duguetia yeshidan